# Рінгл (Вісконсин)
Рінгл (англ. Ringle) — місто (англ. town) в США, в окрузі Марафон штату Вісконсин. Населення — 1743 особи (2020).

## Демографія
Згідно з переписом 2010 року, у місті мешкало 1711 осіб у 619 домогосподарствах у складі 508 родин. Було 648 помешкань
Расовий склад населення:
| - 96,2 % — білих - 1,2 % — азіатів - 0,9 % — корінних американців - 0,4 % — чорних або афроамериканців |

До двох чи більше рас належало 0,8 %. Частка іспаномовних становила 0,9 % від усіх жителів.
За віковим діапазоном населення розподілялося таким чином: 24,8 % — особи молодші 18 років, 63,6 % — особи у віці 18—64 років, 11,6 % — особи у віці 65 років та старші. Медіана віку мешканця становила 42,0 року. На 100 осіб жіночої статі у місті припадало 103,9 чоловіків;  на 100 жінок у віці від 18 років та старших — 104,0 чоловіків також старших 18 років.
Середній дохід на одне домашнє господарство  становив 92 480 доларів США (медіана — 83 563), а середній дохід на одну сім'ю — 100 358 доларів (медіана — 89 911). Медіана доходів становила 61 538 доларів для чоловіків та 43 015 доларів для жінок. За межею бідності перебувало 3,2 % осіб, у тому числі 1,9 % дітей у віці до 18 років та 2,5 % осіб у віці 65 років та старших.
Цивільне працевлаштоване населення становило 933 особи. Основні галузі зайнятості: освіта, охорона здоров'я та соціальна допомога — 23,5 %, виробництво — 20,9 %, науковці, спеціалісти, менеджери — 8,9 %, роздрібна торгівля — 8,7 %.